# コリャークスカヤ山
コリャークスカヤ山(ロシア語: Коря́кская со́пка)は、ロシア極東のカムチャツカ半島にある活火山である。また、コリャクスキー山(ロシア語: Коря́кский）とも呼ばれている。
2008年12月29日に6000mの噴煙を上げて噴火した。この規模の噴火は3,500年ぶりのことであった。

## ギャラリー

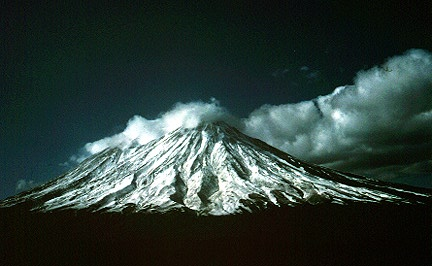
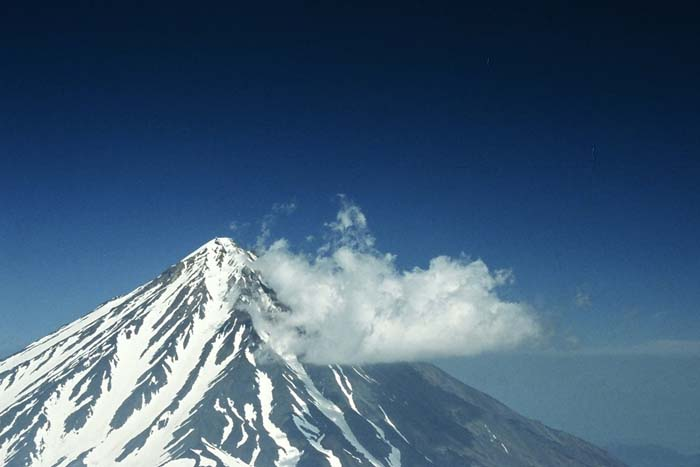
アバチャ山の山頂から見たコリャークスカヤ山
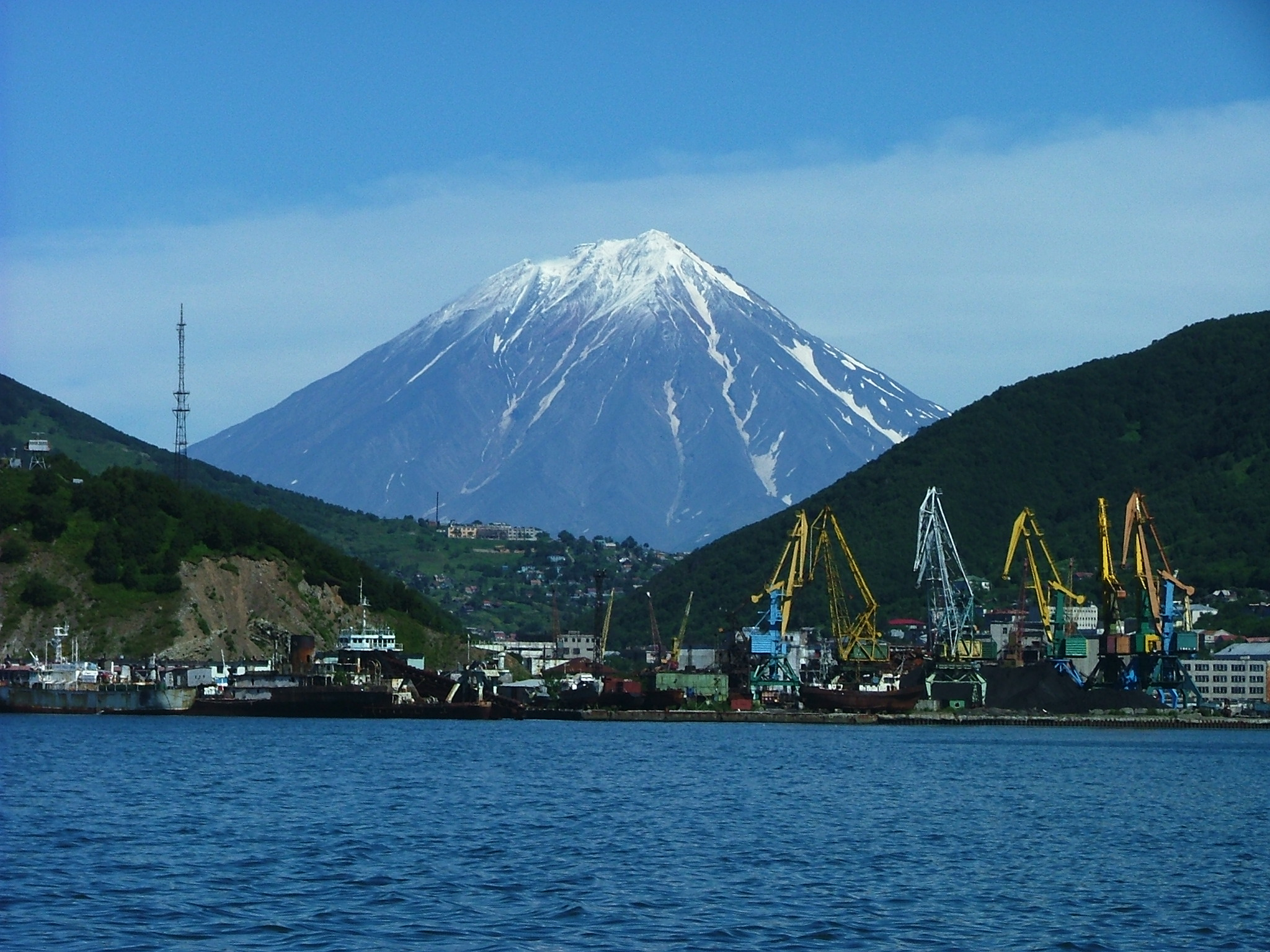
アバチャ湾から見たコリャークスカヤ山